# André Defrance
Pour les articles homonymes, voir Defrance.
 (avril 2015).
André Defrance (Louis, Gustave), né le 18 décembre 1908 à Cherbourg (Manche) et mort dans cette même ville le 9 juillet 1952, est un militant communiste et un résistant FFI-FTPF.

## Biographie
André Defrance est embauché comme chaudronnier en cuivre à l’arsenal de la Marine de Cherbourg en 1926. Il est élu avant la Seconde Guerre mondiale, par ses camarades de travail, secrétaire du syndicat CGTU de l’arsenal. Envoyé à la frontière en septembre 1939, il fait la campagne 1939-1940 : croix de guerre à l’ordre de son régiment, le 315e d’Artillerie. Parallèlement, il apprend qu'il est révoqué de son travail en raison de ses opinions politiques.

### Résistance
Dès son retour dans la Manche, en septembre 1940, il entre dans la Résistance en créant des groupes de patriotes sous l’égide du Parti communiste illégal dans le but de s’opposer au gouvernement de Vichy et de combattre l’occupant.
André Defrance entre dans la clandestinité à la suite d’une grève qu’il organise en mai 1941 parmi les ouvriers travaillant à l'Aéroport de Cherbourg - Maupertus. Cette grève, unanimement suivie, permet de soutenir les actions patriotiques des mineurs du Nord et du Pas-de-Calais et de faire connaître la Vie Ouvrière, journal clandestin de la CGT interdite. Encouragé par ce succès, aidé de sa femme Juliette et de nombreux autres partisans, parcourant la Manche sans relâche, il implante et coordonne dans le département le Front national pour l’indépendance de la France
, et crée l’OS (Organisation spéciale), groupes d’action qui deviendront par la suite les FTPF (Francs-tireurs et partisans français). Juliette Defrance est arrêtée, après dénonciation, le 30 octobre 1941 au Moulin de Gonneville, près de Bricquebec où elle s’était réfugiée ; elle fera trois ans dans les camps de concentration de Vichy.
André Defrance, activement recherché par la police française et la Gestapo, quitte la Manche en juin 1942 pour l’Oise .
Dans la Manche, puis dans l’Oise, André Defrance, inlassablement, effectue le même travail d’organisateur de la Résistance : recrutement de patriotes et organisation de ces patriotes au sein de groupes, comités, sections ; création de groupes de Francs-tireurs et organisation en vue d’actions militaires ; rédaction, impression, réception, diffusion de tracts, journaux et autres publications clandestines ; organisation de réunions clandestines dans toutes les agglomérations où existe un groupement dépendant de son activité ; recherche de renseignements sur l’activité et les positions de l’ennemi pour communication à l’état-major ; fabrication de pièces d’identité pour les membres de la Résistance ; stockage d’armes et de munitions en vue d’actions de guerre. Il commande le sabotage de wagons en gare de Lison, l’altération de denrées alimentaires destinées aux troupes d’occupation à Coutances, le sabotage dans différentes usines de l’Oise (Creil, Montataire, Nogent-sur-Oise, Méru, Chambly, Ribécourt etc.) Le 19 septembre 1942, il prend la parole à la sortie des ateliers du Moulin-Neuf (SNCF) à Chambly, pour inciter les cheminots à faire grève le lendemain, jour anniversaire de la victoire de Valmy ; le mot d’ordre est suivi.
En décembre 1942, il rejoint la Seine-Inférieure, où il restera un an. Nommé capitaine, il est alors le chef départemental du Front national ainsi que des Francs-tireurs et partisans français (FTPF). Toutes les opérations, assez nombreuses, des FTP en Seine-Inférieure pendant cette période sont exécutées sous son commandement : déraillements de trains d’Allemands, destruction de transformateurs, destruction de stocks destinés à l’armée allemande, sabotages dans les usines et chantiers de Rouen et du Havre travaillant pour l’ennemi. Il participe personnellement aux opérations suivantes : destruction de plusieurs locomotives en plein jour au dépôt de Rouen-Martainville, attaque à la grenade du cinéma militaire allemand Cinédit à Rouen le 31 octobre 1943, attaque récidivée au Havre contre le Sélect et toujours, soustraction de titres d’alimentation pour les maquis, recrutement de nouvelles troupes (réfractaires au STO en particulier) pour les FTP, création de maquis ; réception et répartition d’armes et de matériel de guerre. Il fournit de faux papiers d’identité pour des aviateurs alliés (dont un d’origine norvégienne recueilli par une institutrice de Pissy-Pôville, et d'autres, parachutistes de la RAF, hébergés par la famille Bernanos , de Rouen, en liaison avec l'Intelligence Service) ; il rédige, reçoit, diffuse de nombreuses publications clandestines (l’Avenir Normand, Front National, France d’Abord etc.), dont il subsiste à ce jour une grande variété d'exemplaires.

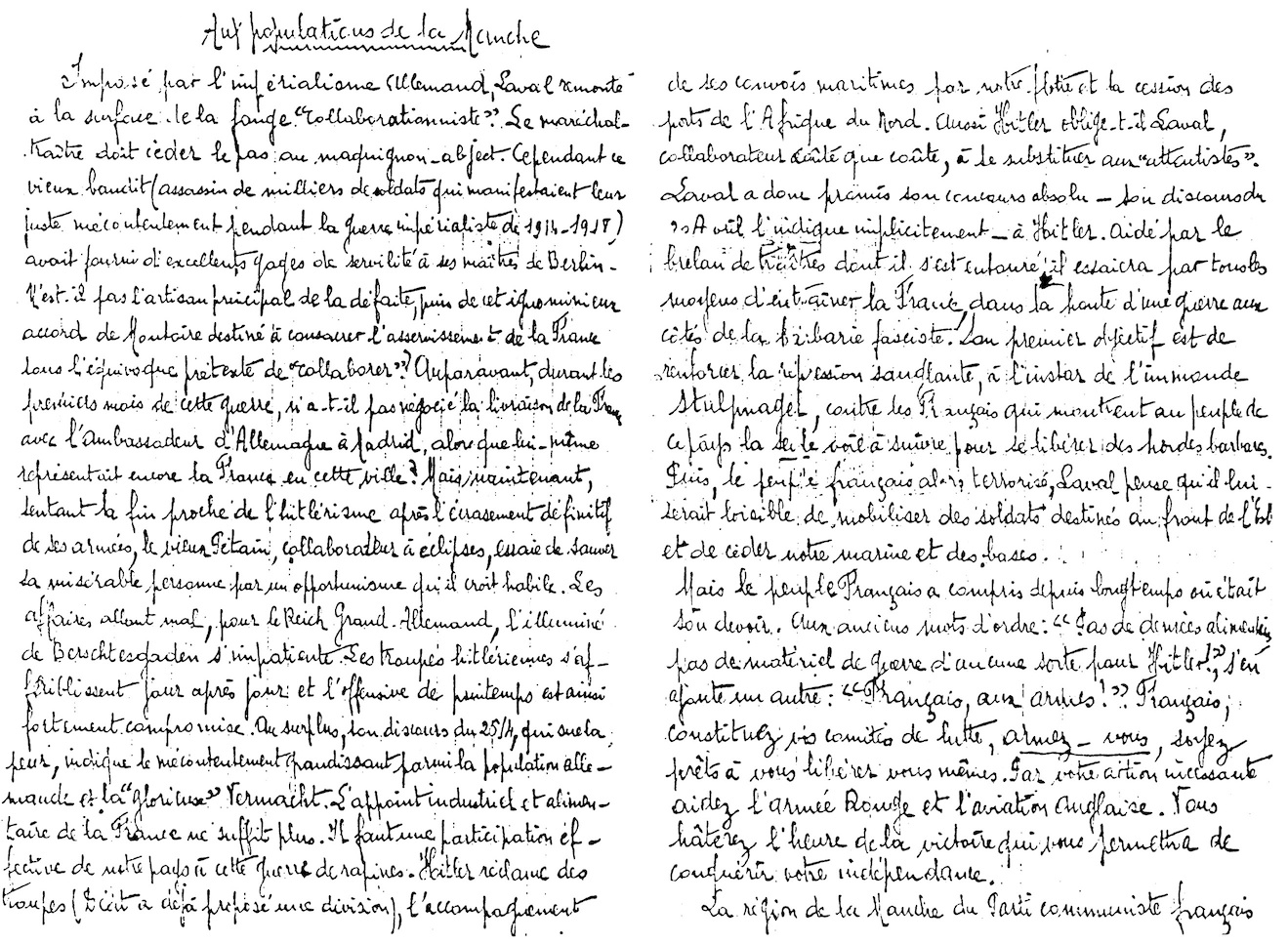
Tract édité par le Parti Communiste Français (manuscrit d'André Defrance, mai 1942).

Nommé commissaire militaire interrégional (CMIR) pour la région basco-landaise à la fin de décembre 1943 par Albert Ouzoulias (colonel « André »), il est arrêté le 16 janvier 1944 dans le train Bordeaux-Tarbes lors d’un contrôle de routine, au retour d’une mission accomplie à Tours auprès du chef d’un maquis mobile. Livré à la Gestapo avec trois jeunes gens qui cherchaient à passer la frontière, il parvient à dissimuler sa véritable identité. Ainsi, les Allemands vont ignorer qu’ils tiennent l’homme qu’ils recherchent depuis 1941 et qui est alors le responsable des FTPF de tout le sud-ouest. Après avoir été détenu au Fort du Hâ, il est déporté à Auschwitz le 27 avril (où il reçoit le numéro 185 396, tatoué sur l'avant-bras), puis à Buchenwald et au camp principal de Flossenbürg. André Defrance poursuit dans le monde concentrationnaire son action de résistant en participant notamment aux réunions clandestines des organisations patriotiques des camps. Il échappe in extremis à la pendaison pour sabotage à Flossenbürg. Dans la nuit du 25 au 26 avril 1945 il s’évade d’une colonne de déportés (Marche de la mort) et se cache dans une grange d'un village de Bavière. Recueilli le 27 par l’armée américaine, dans un état de faiblesse extrême, il est transporté dans différents centres de secours, puis dans un hôpital de Regensburg. Il retrouve son domicile d'Équeurdreville début juillet, après avoir transité par le centre de regroupement de l'hôtel Lutétia.

### Après-guerre

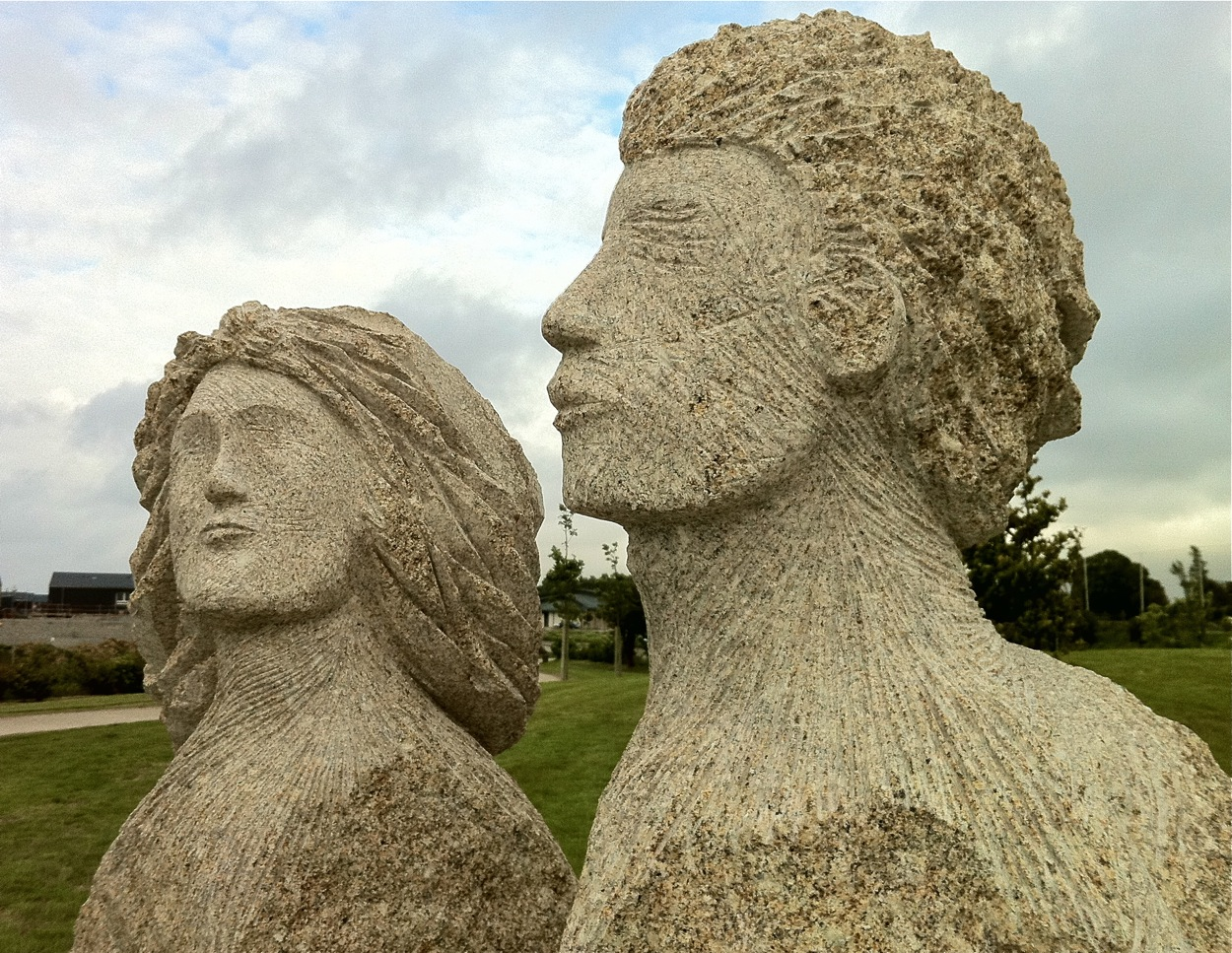
Bustes des résistants communistes Juliette et André Defrance à Equeurdreville-Hainneville, œuvre de l'artiste Xavier Gonzalès.

Après la guerre, il est réintégré à l’arsenal. Dans un contexte de guerre froide et de présence en France des troupes américaines du Pacte atlantique, André Defrance reste fidèle à ses convictions. Il milite activement contre la répression coloniale menée en Indochine par les différents gouvernements de l’époque. Liquidateur pour la Manche du FN, en butte à de multiples tracasseries administratives dues à des règlements de comptes politiques , il n’a de cesse de défendre les droits de ses anciens camarades de la Résistance et des familles des disparus.
André Defrance meurt à l’hôpital des armées de Cherbourg le 9 juillet 1952, il est âgé de quarante-trois ans. Les autorités se refuseront toujours à reconnaître un lien entre sa mort et les sévices et souffrances endurés dans les camps.
Pseudonymes d’André Defrance dans la Résistance : André (Manche), Pierre (Oise), Roland et Claude (Seine-Inférieure), Caron (région basco-landaise).
Matricule F.T.P.F : 1650

## Hommages
Le 26 mai 2011, la municipalité d'Equeurdreville-Hainneville rend hommage à André Defrance et à son épouse Juliette Munsch-Defrance en donnant leurs noms à une promenade arborée ; deux bustes, œuvres du sculpteur plasticien Xavier Gonzalès, rappellent les combats menés par André Defrance et les idéaux qu'il a défendus.

## Distinctions
- Croix de guerre 1939–1945 avec plusieurs citations, dont la suivante :

GOUVERNEMENT PROVISOIRE DE LA RÉPUBLIQUE FRANÇAISE
CITATION À L’ORDRE DE LA DIVISION N° 350
Le Général de Division PRÉAUD, commandant la IIIe Région militaire, cite à l’ordre de la division, le Capitaine DEFRANCE André, des Forces Françaises de l’Intérieur.
Motif de la citation : modèle de courage et d’abnégation. Entré dans la Résistance dès le début de l’occupation. A organisé de nombreux groupes armés dans la Manche, l’Oise et la Seine-Inférieure. A dirigé de nombreuses opérations contre l’ennemi, en particulier sur les chantiers allemands de ROUEN et contre les cinémas allemands de ROUEN et du HAVRE. A participé au sauvetage de parachutistes alliés et assuré les liaisons avec l’Etat-Major national. Arrêté en mission à BORDEAUX, a été déporté à AUSCHWITZ, BUCHENWALD et FLOSSENBURG. A été rapatrié le 22 mai 1945.
Cette citation comporte l’attribution de la Croix de Guerre avec Etoile d’Argent.
À RENNES le 16 juillet 1946.
Signé : PRÉAUD.
- Médaille de la Déportation pour faits de Résistance
- Médaille de la Résistance française
- Croix du combattant volontaire de la Résistance

### Sources
- Archives personnelles d'André Defrance
- Ministère des ACVG : dossier d'André Defrance, déporté résistant
- Archives départementales de Seine-Maritime, Rouen. Fonds A. Defrance.
- André Debon et Louis Pinson, La Résistance dans le Bocage normand, Paris, Éditions Tirésias, 1988 (réimpr. 1994).
- Marcel Leclerc, La Résistance dans la Manche, réseaux et mouvements, juin 1940-août 1944, Cherbourg, Éditions La Dépêche, 1980.
- Claude-Paul Couture, Les Écrits de la Résistance en Seine-Maritime, Éditions Bertout, 1989.